# Aegapheles mahana
Aegapheles mahana är en kräftdjursart som beskrevs av Bruce 2009. Aegapheles mahana ingår i släktet Aegapheles och familjen Aegidae.
Artens utbredningsområde är havet kring Nya Zeeland. Inga underarter finns listade i Catalogue of Life.